# Casa de Tabatabaei

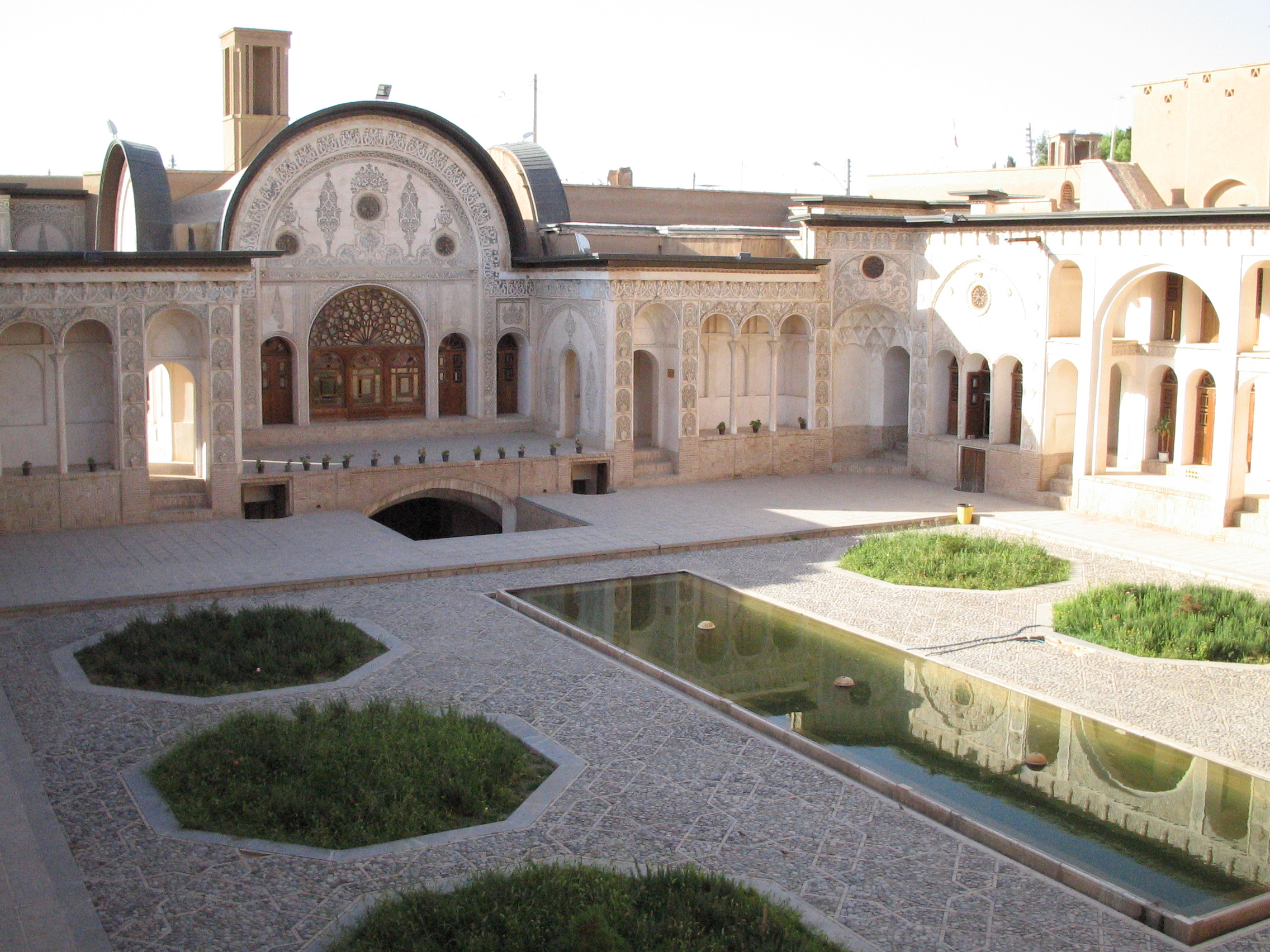
Visto do pátio principal da Casa de Tabatabaei

A Casa de Tabatabaei (Khaneh Borujerdi ha) é um palácio do Irão, constituindo uma importante residência histórica da Caxã, província de Ispaã.
O palácio foi construído na década de 1840 para a influente família Tabatabaei.

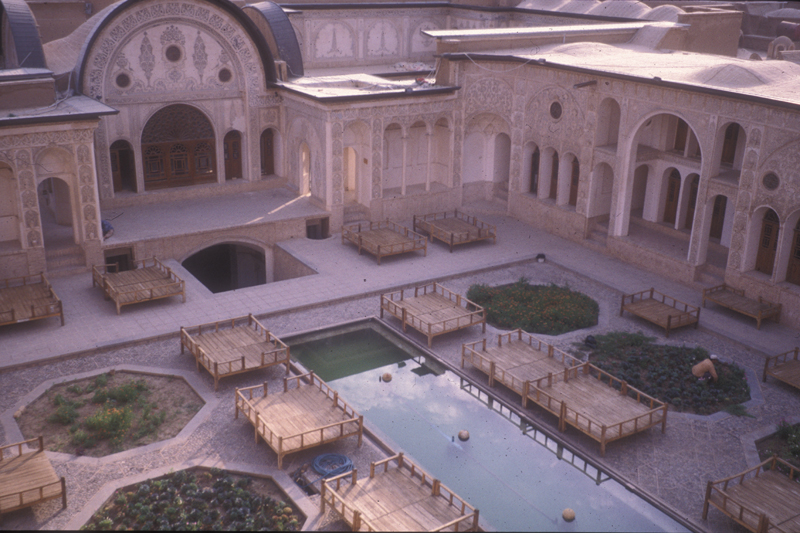
Outra imagem do pátio principal.

O edifício é constituído por quatro belos pátios. Possui espantosas paredes pintadas, com elegantes vitrais, além de todas as outras marcas da arquitectura residencial persa tradicional, como os biruni e os andaruni.
A Casa de Tabatabaei foi desenhado por Ustad Ali Maryam, o mesmo arquitecto que, na década seguinte, construiria a Casa de Borujerdi, um outro palácio de Caxã mandado edificar, pelo noivo, para uma filha da família Tabatabaei recém-casada.